# Belavići (Duga Resa)
Belavići is een plaats in de gemeente Duga Resa in de Kroatische provincie Karlovac. De plaats telt 316 inwoners (2001).